# Music 81
Music 81 – album polskiego trębacza Tomasza Stańki. 
Jest to trzecie i ostatnie wydawnictwo Stańki wchodzące w skład serii Polish Jazz (vol. 69). Autorem wszystkich kompozycji jest Tomasz Stańko. Winylowy album wydany został w 1984 przez Polskie Nagrania „Muza” (SX 2405).

## Muzycy
- Tomasz Stańko – trąbka
- Sławomir Kulpowicz – fortepian
- Witold Szczurek – kontrabas
- Czesław Bartkowski – perkusja

## Lista utworów
1. „Alusta” 11:40
2. „Daada” 7:15
3. „Bushka” 5:50
4. „Third Heavy Ballad” 6:50
5. „Ahuha” 8:35

## Edycje płytowe
- 1984 Polskie Nagrania Muza
- 2004 Polskie Nagrania Muza, PNCD 969
- 2008 Metal Mind Productions, MMP5CDBOX006 (jedna z 5. płyt wchodzących w skład wydawnictwa Tomasz Stańko 1970 1975 1984 1986 1988)